# Султанов, Мукум
Мукум Султанов (1894—1976) — советский государственный, политический и общественный деятель; кавалер ордена Ленина, двух орденов Красного Знамени, первый четырежды кавалер ордена «Знак Почёта». Депутат Верховного Совета СССР от Таджикской ССР (1937).

## Биография
Родился в 1894 году в кишлаке Керки Бухарского эмирата (ныне — Туркменистан).
С 1912 года по 1917 гг. — батрак у керкинских баев Кандун-бая и Шаймарданкул-бая. В 1917—1919 — чайрикер — издольщик, по найму Худайназар-бая в Джиликуле (ныне Дусти — райцентр Дустинского района Хатлонской обл. Таджикистана). В 1919—1921 — аравакаш (возчик гружёной арбы) в найме у караван-баши Валиназар-бая, г. Термез.
В 1922—1924 гг. cекретный сотрудник (агент) разведывательной части 13-го стрелкового корпуса РККА, работал в тылу басмачей на территории современного Таджикистана. Член ВКП(б) с 1922 года. В 1924—1931 гг. сотрудник ООГПУ во вновь образованном Кабодиёнском районе Таджикской АССР, затем — помощник уполномоченного особого отдела в Яванском районе Таджикской АССР (с 1929 — Таджикская ССР). С 1924 по 1935 гг. командир добровольческого мусульманского отряда краснопалочников пос. Шуриянбаш Локай-Таджикского района Таджикской АССР.
В 1930—1936 гг. — председатель вновь образованного колхоза «Кизил Юлдуз» (русск.: «Красная Звезда»; с 1965 переименован — колхоз «Ленинград»), ныне Кокташского района Сталинабадской обл. Таджикской ССР.
В июне 1931 года, как командир одного из местных добровольческих отрядов краснопалочников, Мукум Султанов был привлечён ОГПУ на поимку басмаческой банды Ибрагим-бека и вместе со своими соратниками, в числе которых были Карахан Сардаров, Абдурахман Алимарданов и Хальяр Исаев, «лично захватил злейшего врага советской власти» — предводителя басмачества в Южном Таджикистане и Узбекистане Ибрагим-бека и членов его штаба во время их переправы через реку Кафирниган близ к. Ходжа-Бульбулон (23.06.1931).
Начальник Управления коневодства при Наркомате земледелия Таджикской ССР (1936—1937), затем нарком местной промышленности Таджикистанa (1938—1942). Депутат Верховного Совета СССР 1-го созыва (1938—1946). Заместитель председателя Президиума Верховного Совета Таджикистана (1942—1947). С 1948 года член Ревизионной комиссии ЦК Компартии Таджикистана; кандидат, а затем член ЦК Компартии Таджикской ССР.
Умер в 1976 году.

## Награды
- Орден Ленина;
- орден Красного Знамени(дважды);
- орден Трудового Красного Знамени;
- орден «Знак Почёта» (четырежды);
- Почётная грамота Верховного совета Таджикистана (1931, за пленение Ибрагим-бека; 1940);
- нагрудный знак «Активному борцу с басмачеством»;
- Золотые часы от Наркома обороны СССР К. Е. Ворошилова (12.1935).

## Память
В память о Мукуме Султанове, как о герое борьбы за установление советской власти в Таджикистане, установлен памятник — бюст на территории Мемориального комплекса в пгт Ленинском (ныне — Сомониён) Ленинского района (ныне — район Рудаки), посвящённого выдающимся событиям в истории Таджикской ССР.